# Fissidens humilis
Fissidens humilis är en bladmossart som beskrevs av Hugh Neville Dixon och William Walter Watts 1916. Fissidens humilis ingår i släktet fickmossor, och familjen Fissidentaceae. Inga underarter finns listade i Catalogue of Life.